# Pseudacteon onyx
Pseudacteon onyx är en tvåvingeart som beskrevs av Steyskal 1944. Pseudacteon onyx ingår i släktet Pseudacteon och familjen puckelflugor. Inga underarter finns listade i Catalogue of Life.